# Laboni (Fluss)
Der Laboni  (in älteren Quellen auch oft Sorri) ist ein Fluss in der Savannah Region in Ghana und ein Nebenfluss des Schwarzen Volta.

## Verlauf
Seine Quelle liegt etwa 25 km nordwestlich der Stadt Damongo etwas südlich des bekannten Mole-Nationalparks. Bei der Stadt Buipe mündet der Lavoni in den Schwarzen Volta, kurz bevor dieser sich seinerseits mit dem Weißen Volta vereinigt, beziehungsweise, je nach Wasserstand, in den Volta-See mündet.
Der Laboni hat etwa eine Gesamtlänge von 120 km.

## Hydrometrie
Durchschnittliche monatliche Durchströmung des Laboni gemessen an der hydrologischen Station bei Kalbuipe, beim Großteil des Einzugsgebietes, in m³/s.